# Paul Simon
Paul Frederic Simon (Newark, Nueva Jersey, 13 de octubre de 1941) es un cantante, músico y renombrado compositor musical estadounidense. La carrera musical de Simon se ha extendido por más de seis décadas. Es ampliamente considerado como uno de los compositores más aclamados en la historia de la música popular.
Se graduó en el Queens College y estudió durante un breve periodo en la Escuela de Derecho de Brooklyn. Simon formó el dúo Simon & Garfunkel con su amigo de la escuela Art Garfunkel en 1956. Lanzaron cinco álbumes de estudio y se convirtieron en uno de los grupos más aclamados de la década de 1960. Simon compuso casi todas sus canciones, incluyendo "The Sound of Silence", "Mrs. Robinson", "America", "Bridge over Troubled Water" y "The Boxer".
Después de que Simon & Garfunkel se separaran en 1970, Simon grabó tres álbumes aclamados durante los siguientes cinco años, todos los cuales se ubicaron entre los 5 primeros del Billboard 200. Simon se volvió a reunir con Garfunkel para una actuación en el Central Park de Nueva York en 1981, atrayendo a medio millón de espectadores, seguida de una gira mundial del dúo. Después de cierta decadencia en su carrera, Simon lanzó Graceland, un álbum inspirado en la música popular de Sudáfrica, que vendió 14 millones de copias en todo el mundo y sigue siendo su trabajo en solitario más popular y aclamado.
Simon ha ganado dieciséis premios Grammy por su trabajo en solitario y en colaboración, incluidos tres por álbum del año (Bridge Over Troubled Water, Still Crazy After All These Years y Graceland) y un Lifetime Achievement Award. Ha sido admitido dos veces en el Salón de la Fama del Rock and Roll: primero en 1990 como miembro de Simon & Garfunkel y en 2001 por su carrera en solitario. En 2006 fue seleccionado como una de las "100 personas que dieron forma al mundo" por Time. En 2011, Rolling Stone nombró a Simon como uno de los 100 mejores guitarristas, y en 2015 ocupó el octavo lugar en su lista de los 100 mejores compositores de todos los tiempos. Simon fue el primer receptor del Premio Gershwin de Canción Popular de la Biblioteca del Congreso de Estados Unidos en 2007.

## Simon and Garfunkel

### 1957-1971
Simon fue el compositor del dúo Simon & Garfunkel, autores de diversos álbumes de gran éxito como Bridge over Troubled Water (1970). Antes de unirse a Garfunkel, Simon había compuesto y grabado más de 30 canciones entre 1957 y 1964, año en que el dúo grabó su primer disco con Columbia Records.
Simon y Garfunkel contribuyeron también a la banda sonora de la película de 1967 El Graduado, protagonizada por Dustin Hoffman y Anne Bancroft. Paul Simon compuso la canción "Mrs. Robinson" especialmente para la película; en la película también aparecen otras canciones del dúo. La canción "Mrs. Robinson" consiguió dos premios Grammy.
En 1970 con Simon & Garfunkel graban para el sello CBS el álbum Bridge over Troubled Water, donde se incluye "El cóndor pasa", un tema peruano muy popular, con música del peruano Daniel Alomías Robles y el acompañamiento en la quena de Uña Ramos. Para la canción "Duncan" en 1972 vuelve a utilizar los sonidos andinos de la quena.
Aunque ya llevaban una década separados (el dúo se disolvió en 1971), Simon se reunió de nuevo con Garfunkel en 1981 para realizar un concierto en Central Park en Nueva York. Aunque iniciaron un nuevo álbum juntos, Garfunkel decidió retirarse del proyecto ya que no estaba de acuerdo con algunas de las letras propuestas por Simon. Este álbum acabó siendo una grabación de Paul Simon en solitario, Hearts and Bones.
En 2003 Simon y Garfunkel se reunieron de nuevo para iniciar una gira, primero por los Estados Unidos de América y en 2004 por el resto del mundo.

## Carrera en solitario

### 1971-1980
Tras la separación de Simon y Garfunkel, Paul Simon inició una carrera en solitario. En 1972 se publicó Paul Simon. En realidad no era su primer álbum en solitario ya que en 1965 había grabado el disco Paul Simon Song Book que se publicó únicamente en Gran Bretaña. Este álbum se editó en CD y remasterizó en 2004.
A principios de 1973, Simon volvió al estudio tardando apenas 6 meses en tener terminado su nuevo álbum, lo que constituye todo un récord en su carrera, donde a menudo la preparación de una obra nueva suele llevarle un promedio de 18 meses. El fruto fue There Goes Rhymin´ Simon, editado en junio, uno de sus LP más optimistas y mejor cohesionados, en el que se palpa la influencia de la música góspel. El álbum alcanzó el n.º 2 de las listas, ganando un disco de oro. De él se extrajeron como singles dos de los grandes clásicos en la discografía de Simon: "Kodachrome" y "Loves Me Like A Rock". Otro tema del álbum, "American Tune", fue elegida por la revista Rolling Stone como Canción del Año 1973. En mayo, un mes antes de la salida del disco, inició Paul Simon su primera gira desde la ruptura con Garfunkel, haciéndolo en Boston. Le acompañaron los Urubamba y los Jessy Dixon Singers, con quienes interpretó nuevas versiones de sus temas. En abril de 1974 un disco grabado en directo durante este tour fue editado bajo el título de Live Rhymin´.
El 18 de octubre de 1975, Simon & Garfunkel aparecieron en el programa de TV Saturday Night Live, cantando viejos temas juntos y promocionando sus inminentes nuevos discos en solitario. En diciembre sale el nuevo LP de Simon, titulado Still Crazy After All These Years, realizado con los mejores músicos de sesión del momento y fuertemente inspirado en el jazz. Las letras, salvo incursiones en el genocidio judío o el béisbol, se encuentran marcadas por la dura experiencia del reciente divorcio del autor. El álbum fue un gran éxito, llegando a n.º 1 y vendiendo más de un millón de ejemplares. En él se incluía la canción "My Little Town", grabada junto a Garfunkel. Sin embargo, las canciones más famosas de este disco serían "50 Ways To Leave Your Lover" y la que da nombre al disco.
La ceremonia de entrega de los Grammy tuvo lugar en marzo de 1976 y en ella Paul Simon obtuvo dos galardones por "Still Crazy After All These Years", correspondientes a Álbum del Año 1975 y a Mejor interpretación vocal masculina de 1975.
Decide por estas fechas tomarse un respiro en lo que se refiere a la publicación de nuevo material, sigue actuando en directo, apareciendo en programas de televisión (memorable su dúo con George Harrison en el Saturday Night Live) e interpretando algunos papeles en el cine (por ejemplo, interpretó al productor Tony Lacey en la película de Woody Allen Annie Hall).
En febrero de 1979, Simon firma su nuevo contrato con la Warner, tras haber tenido que indemnizar a CBS con 1,5 millones de dólares y entabla un largo litigio judicial contra esta última compañía por negarse a pagarle los royalties de sus discos. Este pleito se fallaría finalmente a favor de Paul, quien asimismo conseguiría que Warner se hiciera con la propiedad y volviera a editar todos sus discos en solitario grabados con CBS. El resto del año lo pasa trabajando en el guion y en las canciones de su próximo proyecto, la película One-Trick Pony.
En agosto se lanza el álbum que contiene las canciones que ha compuesto para la película y que como este lleva por título One-Trick Pony el cual subiría hasta la posición 12 de los hits en Estados Unidos. En septiembre se extrajo del mismo el sencillo "Late In The Evening", que se colocó en el n.º 6 de las listas. Aunque las cifras de ventas fueron buenas resultaron decepcionantes en comparación con el gran éxito que alcanzó el álbum anterior.
El 1 de octubre se estrenó la película One-Trick-Pony en Estados Unidos, en la que Simon además de escribir el guion y la banda sonora se reservó la interpretación del protagonista: Jonah Levin, un músico cansado de luchar en el circuito de clubes y harto de que se le recuerde por un único éxito que tuvo en los sesenta con una canción antimilitarista y que paralelamente se ve envuelto en el proceso de divorciarse de una mujer a la que ama pero que no lo entiende. Evidentemente la película refleja muchas vivencias del propio Simon, así como muchos de sus miedos y obsesiones. Lamentablemente la acogida fue muy discreta, pues la película no refleja el lado glamuroso y rutilante del rock sino su parte más inhumana, y por ello el tono que se respira en ella es de un digno pesimismo. Finalmente la Warner decidió no incluirla en los circuitos comerciales de salas de cine y la postergó para la televisión por cable, lo que disgustó enormemente a Simon.

### Los años 1980
Por esta época vuelve a cultivar de nuevo la amistad de Art Garfunkel, con quien se le ve por sitios de moda en Nueva York, por eso cuando le proponen dar un concierto en el Central Park de esta ciudad a favor del departamento de Jardines, lo hablan y tras darse cuenta de que sus respectivas carreras se encuentran en un punto delicado en cuanto a ventas y aceptación deciden que sea una actuación de Simon & Garfunkel. El concierto de Central Park, celebrado el 19 de septiembre de 1981, fue todo un acontecimiento musical y sociológico que desbordó cualquier tipo de expectativa con repercusión mundial. Cantaron juntos viejas canciones y temas de Simon en su etapa en solitario y también cada uno realizó algunos números sin el acompañamiento del otro. Los años siguientes los dedicaría a recorrer el mundo junto a su compañero Garfunkel en una exitosa gira mundial.
En 1983, tras cinco años de novios, contrajo matrimonio con la actriz Carrie Fisher, la princesa de la Guerra de las Galaxias. El matrimonio fue un sonoro fracaso y se divorciaron nueve meses después de la boda.
En noviembre de 1983 salió Hearts And Bones, el nuevo álbum de Simon, que por un tiempo estuvo destinado a serlo de Simon & Garfunkel. A pesar de contener una obra maestra, como es la canción que le da título, fue un fracaso, no alcanzando más que el puesto 35 en las listas. Evidentemente sus fanes estaban decepcionados por no haber sido el LP de la reunión del dúo, pero también estaba claro que el tono pesimista que marca este disco, en el que se reflejan sus avatares con Carrie Fisher no era el adecuado para atraer al público. Igualmente la música era irregular, con un Simon intentando “ponerse al día” de lo que se llevaba en el momento.
El 25 de enero de 1985 sale a la luz el álbum de caridad We Are The World de USA For Africa, donde Simon intervino junto a otros artistas de primera fila.
Pero Simon cual ave fénix conseguiría surgir de sus cenizas y en 1986 consigue su mayor éxito en solitario, en septiembre sale el álbum Graceland, disco grabado con músicos africanos, que se convierte en un fenómeno mundial de hondas repercusiones. El LP llega al n.º 3 de las listas de éxitos y se convierte en disco de platino. Es una fusión de los ritmos sudafricanos mbaqanga y mbube con el pop americano y colaboran en él Ladysmith Black Mambazo, Ray Phiri y Stimela y otros artistas sudafricanos. Fue la entrada de la música étnica en el pop-rock que a partir de este disco se pondrá de moda. Supuso la consagración mundial de Simon como uno de los mayores artistas de la canción popular, quedando definitivamente atrás para público y crítica tanto su etapa Simon & Garfunkel, con la que recurrentemente se le identificaba, como sus últimos fracasos comerciales. Al mismo tiempo fue un éxito de ventas con más de 8 millones de ejemplares vendidos en todo el mundo. En octubre el sencillo "You Can Call Me Al" logra subir hasta el puesto 4 y se promociona con un original videoclip en el que interviene Chevy Chase.
Sin embargo la ANC y la ONU declaran a Simon persona non grata y lo incluyen en sus listas negras por haber roto el boicot impuesto a Sudáfrica al emplear músicos de esta nacionalidad en el álbum y haber grabado parte del mismo allí. Finalmente ambas organizaciones comprendieron que el castigo al régimen del apartheid no debía suponer una penalidad añadida a su víctima, la población negra, y que Simon lo que había hecho era promocionar la cultura de color sudafricana y darle la oportunidad a no pocos de sus intérpretes de ser mundialmente conocidos y valorados, por lo que en enero de 1987 Simon dio una conferencia de prensa en Londres en la que pudo anunciar que dichas entidades lo habían borrado de tales listas negras.
En febrero de 1987 comienza en Róterdam el Graceland Tour, auténtico fenómeno de masas universal que llevaría a Simon a recorrer durante dos años todo el mundo.
En la ceremonia de los premios Grammy de ese año Graceland obtiene el galardón de Disco del Año.

### Los años 1990
En septiembre de 1990 vio la luz el álbum The Rythm Of The Saints, en el que Simon sigue explorando la música del mundo, en esta ocasión de Camerún y Brasil, e incorporándola al acervo pop americano; si algo caracterizan a este disco son las percusiones y las letras crípticas. Al igual que en Graceland, músicos de diversos países colaboran en este LP, como Olodum, Milton Nascimento o Vincent Nguini. El disco fue un éxito con más de 4 millones de copias vendidas en todo el mundo. Paul Simon está de moda.
El 2 de enero de 1991 se inicia en Tacoma el Born At The Right Time Tour, gigantesco tour promocional del disco que llevaría a Simon a recorrer todo el mundo. El 15 de agosto se celebró un multitudinario concierto en Central Park, realmente histórico, al que acudieron cerca de 1 millón de personas y que más tarde sería editado en forma de disco y de vídeo.
El 30 de mayo de 1992 Paul se casó en Montauk, NY, con la cantante Edie Brickell (líder del grupo New Bohemians), 24 años más joven que Simon. Con ella Simon parece haber encontrado el equilibrio y la serenidad, habiendo tenido hasta la fecha tres hijos fruto de este matrimonio.
A partir de entonces Paul Simon se dedicaría en cuerpo y alma a su siguiente proyecto, un musical para Broadway, The Capeman. El musical está basado en la vida de Salvador Agrón, un puertorriqueño de infancia difícil y juventud marginal que a los 16 años fue sentenciado a muerte tras haber asesinado a dos chicos blancos a los que confundió con miembros de una banda rival. Un selecto ramillete de las canciones de este musical fue escogido por Simon para ser grabado e interpretado por él mismo y lanzado en forma de un nuevo CD del autor en 1997 bajo el título de Songs From The Capeman, en un intento de promocionar a la obra de Broadway. El resultado fue vano. Las mismas consideraciones que incidieron sobre la obra teatral, lo hicieron negativamente en la difusión de este disco, por otra parte bien acogido por la crítica.
Pérdidas finales de más de 11 millones de dólares ocasionaron su prematura clausura el 28 de marzo de 1998, tras apenas 68 representaciones. Los principales papeles estuvieron a cargo de los actores cantantes Marc Anthony (Salvador Agrón de joven), Rubén Blades (Salvador Agrón adulto) y Ednita Nazario (Esmeralda Agrón), todos los cuales tuvieron unas actuaciones francamente memorables.
En un intento de lavar su imagen, recuperar parte del dinero perdido en The Capeman y pulsar su grado de aceptación entre el público inicia en junio de 1999 una gira veraniega con Bob Dylan con la que recorre todo el país. El éxito es tal que, al finalizar en julio el tour, se ven obligados, ante la demanda a ampliarlo con varias actuaciones en septiembre, siendo la gira estival de más éxito en EE. UU. ese año.

### 2000-presente
En 2000 publicó el álbum titulado "You're the One", que promocionó con una serie de conciertos por todo el mundo. El concierto de París está disponible en DVD.

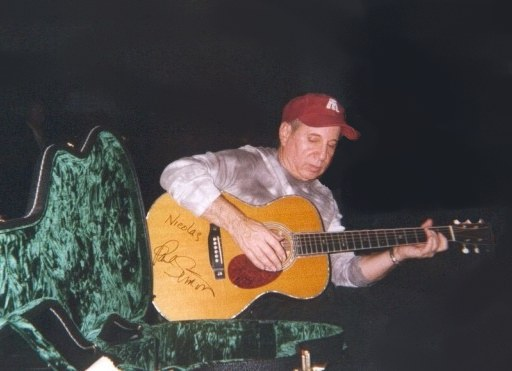
Paul Simon en 2000

En 2001 gira junto a su viejo amigo Brian Wilson en un tour por Estados Unidos de gran éxito que llegó a su momento culminante cuando otra leyenda, Paul McCartney, subió al escenario por sorpresa e interpretó junto a Simon un tema.
En 2002 escribe una canción para la película animada Los Thornberrys con el título de "Father and Daughter" que fue nominada al Óscar. Ese mismo año emprende una gira europea.
Tras la gira que le reunió con su viejo colega Art Garfunkel y que le tuvo ocupado buena parte de 2003 y 2004, vuelve al estudio de grabación y en mayo de 2006 publica un nuevo álbum de estudio "Surprise". Esta vez contó con la colaboración de Brian Eno, que proporcionó al disco un "paisaje sónico" de lo más vanguardista.

#### Regrabaciones de 2004
En 2004, su compañía discográfica anunció el relanzamiento de ediciones extendidas de sus álbumes en solitario, tanto en formato individual como en una edición limitada de coleccionista que incluía nueve de sus discos. Paul Simon: The Studio Recordings 1972-2000 y cada uno de los álbumes individuales extendidos suponen un total de 30 canciones extras, incluyendo grabaciones en directo, dúos, así como seis canciones inéditas hasta el momento.
Entre las pistas extras incluidas destaca la versión acústica de la canción "Homeless" del álbum Graceland; "Shelter of your Arms", una canción del álbum Heart and Bones que incluye un solo acústico; versiones de "Me and Julio Down By The Schoolyard" grabada en 1971; una versión de "Gone at Last" junto a las Jessy Dixon Singers; un dúo con José Feliciano en "Born in Puerto Rico", así como versiones en directo de algunos de sus conciertos.

## Discografía
- 1965 The Paul Simon Songbook (Columbia)
- 1972 Paul Simon (Columbia)
- 1973 There Goes Rhymin' Simon (Columbia)
- 1974 Paul Simon in Concert: Live Rhymin (Columbia) (Directo)
- 1975 Still Crazy After All These Years (Columbia)
- 1977 Greatest Hits, etc. (Columbia) (Recopilatorio con dos temas inéditos)
- 1980 One Trick Pony (Warner Bros.)
- 1983 Hearts and Bones (Warner Bros.)
- 1986 Graceland (Warner Bros.)
- 1988 Negotiations and Love Songs (1971-1986) (Recopilatorio)
- 1990 The Rhythm of the Saints
- 1991 The Concert in Central Park (Directo)
- 1997 Songs From the Capeman
- 2000 You're the One
- 2004 The Studio Recordings 1972-2000 (Box-set de nueve discos)
- 2006 Surprise
- 2007 The Essential Paul Simon (Recopilatorio)
- 2011 So Beautiful or So What
- 2012 Live in New York City (Directo)
- 2016 Stranger to Stranger
- 2018 In the Blue Light
- 2023 Seven Psalms

## Premios y distinciones
Premios Óscar
| Año  | Categoría              | Canción               | Película                     | Resultado |
| ---- | ---------------------- | --------------------- | ---------------------------- | --------- |
| 2003 | Mejor canción original | «Father and Daughter» | Los Thornberrys: La película | Nominado  |